# 陸翺
陸翱（？—？），字鵬遠，南直隸松江府華亭縣人，民籍，明朝政治人物。

## 生平
正德二年（1507年）丁卯科應天鄉試第一百三十二名舉人，九年（1514年）甲戌科三甲第一百四十三名進士。授吉安府推官，十五年（1520年）四月升廣東道監察御史，十六年（1521年）巡視京倉，上疏節冗費。

## 家族
曾祖陸绪。祖陸晨。父陸怡梅（1451年-1524年），封監察御史。母施氏，贈孺人。弟陸翊、陸翀。